# Football Club SelengePress
Football Club SelengePress é um clube de futebol mongol com sede na capital Ulan Bator. Disputa a Undesniy Deed Lig, correspondente à primeira divisão nacional. Sua primeira aparição na primeira divisão foi em 2008, em que terminou com uma campanha de 8 vitórias e 6 derrotas, conseguindo a quarta posição entre 8 clubes.